# TeXstudio
TeXstudioは Texmaker から派生して機能追加・改良した LaTeX 統合環境である。

## 特徴
- エディタ部分は QCodeEdit をベースにしている
- PDF ビューアは TeXworks に搭載されている PDF ビューアをベースにしている
- Ctrl + T でコメントアウトとその解除ができる[1] (TeXworks などでは Ctrl + T はタイプセットのコマンドである)
- スペルが間違っていると判断された単語の下に赤い波線が表示される[1]